# Maj Bylock
Maj Kerstin Bylock, född Andersson 21 mars 1931 i Visby, död 18 augusti 2019 i Karlstad, var en svensk ungdomsboksförfattare och översättare. Hon var en uppmärksammad berättare, inte minst genom sina romaner med koppling till svensk historia.

## Biografi

### Uppväxt och giftermål
Bylock föddes i Visby 1931. Hon växte upp i Hemse, med tvillingsystern Ulla Britta och de äldre bröderna Lars Gustaf och Bengt Erik. Fadern Nils Andersson, distriktsveterinär, berättade för henne hur det var förr. Modern Vanda Vetsera Andersson, född Möller, kom att arbeta som assistent på veterinärmottagningen. Faderns berättelser och tidsandan under andra världskriget präglade hennes uppväxt.
År 1943 flyttade familjen till Värmland. Om sin äventyrliga barndom på Gotland samt den första tiden i Karlstad berättar Maj Bylock humoristiskt i tre böcker. Där studerade hon vid Karlstads högre allmänna läroverk fram till studentexamen 1951.
Hon blev 1952 bekant med Olov Bylock, med vilken hon fick två barn. Olov Bylock var av vallonsläkt, vilket har satt spår i en del av hennes författarskap. Tillsammans gjorde makarna ett stort antal resor, något som gjorde avtryck i Bylocks böcker. Olov och Maj Bylock hade en stor gemenskap, kunskap om varandras yrkesliv och samrådde i många frågor. Han verkade bland annat som VD för Karlstads Bostads AB. Paret bodde i Karlstad i en vacker villa med utsikt över Klarälven.

### Lärare och läroböcker
Drömyrket var folkskollärare, och hon tog sin examen i Göteborg 1953, efter två års studier vid Folkskoleseminariet för kvinnliga elever. Fram till 1961 undervisade hon i ett flertal ämnen vid först Kils folkskola och därefter Edsvallaskolan och Vålbergsskolan i Hagfors.
Snart insåg hon att läroböckerna behövde förändras. De innehöll enbart fakta och inga berättelser där historien blev levande som i hennes pappas berättelser. Berättelser behövdes för att skapa intresse för livet och människorna förr. År 1961 debuterade Maj Bylock med Morgonsamlingar. Hon började även skriva läroböcker, ett stort antal i religionskunskap, naturkunskap och framförallt historia. Berättelsen blev central och invävd i denna gavs historien liv.

### Övrigt författande
Maj Bylocks första skönlitterära böcker riktar sig mot yngre barn. Äventyret med Grodan, som skrevs 1969, vann pris och blev en av de mer spridda böckerna. Barndomsskildringar är ett genomgående tema i det författarskap som därefter följde. De tre böckerna om Micke och Hemliga Jansson, 1987–1990, är ömsinta vardagsskildringar som utspelar sig på västkusten. För ”börja-läsa”-åldern skrev hon senare Tigern Lisa och Monstret med tre påföljande titlar åren 1997–1998. Hon skrev också diktsamlingar för barn. Under åren 1987–1991 skrev hon tre självbiografiska böcker med gotlandsmotiv: Karusell och kärleksbrev, Dynamit och hallonbåtar samt Dödskallar och hjärtesår för mellanåren.
De tre titlarna Solstenen, Månringen och Stjärnhavet, utgivna 1983–1985, utgör tillsammans en välkomponerad skildring av medeltida gotländsk bondemiljö med bröderna Dan och Jakob i centrum. Berättelsen om Dans karaktärsdaning och Jakobs utanförskap är fortfarande aktuell och har även blivit musikal. Böckerna kan sägas utgöra starten på Maj Bylocks historiska tidsskildringar.
Bylocks stora insats var i genren historisk skönlitteratur, som tack vare hennes stora förmåga att levandegöra historien aldrig går ur tiden. Böckerna om valloner, migranter, såväl som av häxtiden i Sverige, kelter och olika tidsperioder är hennes stora gåva till våra barn och ungdomar. Skönlitterära böcker om historiska händelser kan bibringa barn och ungdomar historiemedvetande och historisk kunskap lika bra och ibland mer effektivt än läroböcker. Detta visste Maj Bylock tidigt och använde erfarenheter från läroboksskrivandet i skönlitteraturen.

### Aktiviteter och författarskapet
Under 1980-talet arbetade Maj Bylock aktivt i två kvinnoorganisationer. Soroptimisterna i Sverige var en, där hon bidrog till organisationens arbete för att stärka kvinnor globalt, nationell och lokalt. Den andra var Inner Wheel Sverige, som värnar om vänskap, hjälpsamhet och internationell förståelse i samråd med Unicef. Hon var också under 15 års tid styrelsemedlem i barn- och ungdomslitteratursektionen av Sveriges Författarförbund.
Att ge barn och ungdomar förebilder är centralt i Maj Bylocks böcker. Liksom vännen Astrid Lindgren skrev Maj Bylock ofta om självständiga barn. Hon har berättat att flickor frågade henne varför det fanns så få historiska böcker med flickor i huvudrollen. Denna fråga tog hon på allvar. På 1990-talet initierade Maj Bylock berättelser om flickor med ”empowerment”, det vill säga flickor som var självbemyndigade. I hennes böcker är flickor och kvinnor skildrade med blick för deras inre utveckling, som medskapare av det historiska skeendet och som förgrundsgestalter i en ny tid. I detta sammanhang publicerade hon Drakskeppstrilogin efter egen grundforskning. Parallellt arbetade hon med Häxserien.
Mycket lästa är böckerna Drakskeppet, Det gyllne svärdet och Borgen i fjärran (1996–1997), vilka handlar om vikingatiden men också har en effektiv koppling till vår tids migration. Trilogin berättar om relationer, vänskap och kärlek i en historisk tid. I en intervju i tidskriften Opsis Kalopsis förklarar Maj Bylock:
"Jag tycker att historia är fascinerande. Det är viktigt för barn att få veta hur det var förr, för att få referensramar till sina egna liv. Det finns också mycket i gammal tid som hjälper mig att berätta om det som händer i nutiden. Jag speglar nutiden både fakta- och idémässigt i de historiska skildringarna. […] Man kan skala bort oväsentligheter för att ta fram mänskliga problem som är tidlösa och allmängiltiga."
Skönlitterär text är särskilt effektiv för att lyfta fram tidlösa och mänskliga problem, skriver Maj Bylock. Genom att läsa om migration i Drakskeppet kan läsaren få inblick i flera miljöer och jämföra med dagens migration. Det finns möjlighet att identifiera sig med karaktärerna i Drakskeppet vare sig man är född i Sverige, har föräldrar som har flyttat till Sverige eller om man har kommit hit med sin familj nyligen. Drakskeppet visar dessutom de positiva effekterna av att tro på sin egen förmåga.
Häxserien visar ett kvinnligt perspektiv. Under sin tid som lärare i Hagfors och Nor fick Maj Bylock kunskap om Värmlands skogar, myrar och ödemarker. Ett rättsprotokoll från 1600-talet gav idén till Häxprovet som kom ut 1989. Flickan Anneli rymmer till skogs, när hon tror att hon är skuld till att syskonen brunnit inne. Hon tas om hand av Ylva, en läkekunnig kvinna som för sina kunskapers skull stämplas som häxa. Övriga böcker i serien är Häxans dotter, Häxpojken, Häxguldet, Häxkatten, Häxbrygden och Häxdoktorn, publicerade 1989–1998. Serien skildrar 1600-talet och delar av 1700-talet i olika delar av Sverige, i de senare böckerna Stockholm, Uppsala och Karlstad. Utöver historisk tidsskildring är dessa böcker även socialhistoriska.
Vallonserien sträcker sig över lång tid på temat migration. Flykten till Järnets land, Den svartes hemlighet, Spöket på Örneborg och Klockan och Döden, 1999–2002, handlar om vallonernas invandring och liv i Sverige. Temat återkommer i Marie och Mårten i Nya Världen, Blå Molnets gåva samt Celine och drottningen, 2003–2005. Tvillingarna Jean och Marie lämnar tillsammans med sina föräldrar Vallonien för att börja ett nytt liv vid ett bruk i Bergslagen. Maj Bylock visar på invandrarfientlig misstänksamhet mellan de nyinflyttade och de bofasta. Läsaren kan följa generationerna genom århundradena där både pojkars och flickors möjligheter visas.

### Återberättande
Vid sidan av eget författarskap återberättade Maj Bylock även ett stort antal av världslitteraturens klassiker mellan 1995 och 2008, med början i Onkel Toms stuga. Avsikten var att göra dem tillgängliga för yngre läsare och att medverka till att ett rikt, internationellt kulturarv förs vidare. Klassikerna är kraftigt omarbetade men har kvar den viktiga intrigen och kontexten.
Trilogin om kelterna är Maj Bylocks sista stora verk. I Fågelprinsen, Häst med gyllne hovar och Dimmornas ö (2007–2009) berättas kelternas historia genom två ungdomars liv på 400-talet före vår tideräkning. För vuxna finns bland andra De sjunkna skeppens vik (1980), som är en kristen allegori. Maj Bylock har också skrivit psalm 524 i Den svenska psalmboken, manus, kåserier samt librettot till musikalen Solstenen (1992) baserat på hennes prisbelönta bok.

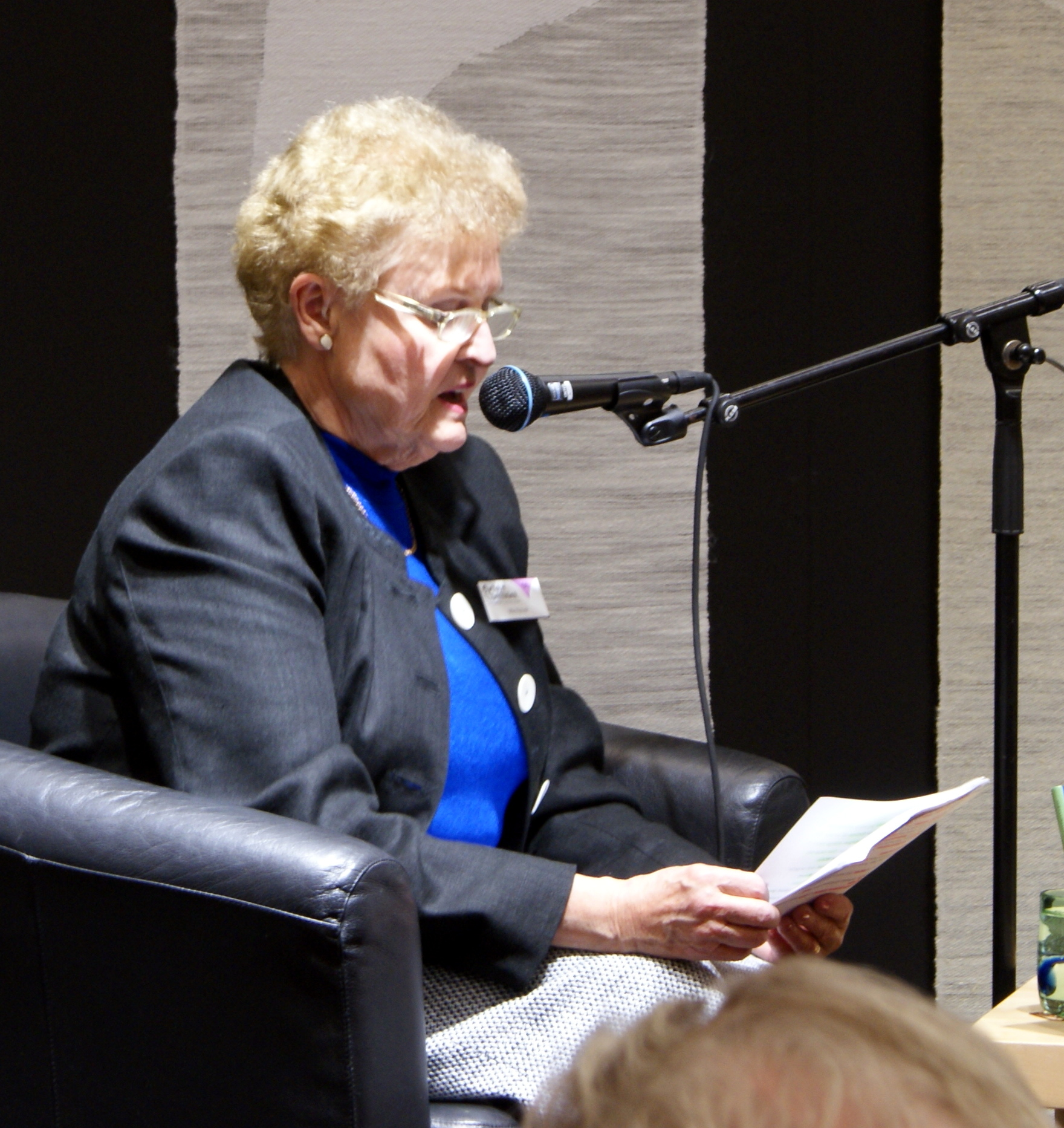
Maj Bylock på Bok & Bibliotek 2008.

### Sista tid
Maj Bylock avled 2019 i en ålder av 88 år, tre år efter sin make. Hon ligger begravd på Nyeds kyrkogård i Molkom, Värmland.

## Betydelse och erkännande
Maj Bylock var en av de mer betydande svenska barn- och ungdomsboksförfattarna under 1900-talet och in i 2000-talet. Hennes arbetsförmåga resulterade i en stor produktion i många aktuella ämnen av tidlös karaktär. Vid författarbesök i skolor visade Maj Bylock att hon inte enbart var en duktig berättare i skrift utan också en god muntlig berättare. Hon finns översatt till ett antal språk språk, inklusive danska, engelska, finska, färöiska, nederländska, lettiska, norska, polska, samiska, turkiska och tyska.
Bylock fick genom åren flera priser, varav Astrid Lindgren-priset 1990 och Mårbackapriset år 2010 är två höjdpunkter. År 2006 blev hon hedersdoktor vid Karlstads universitet. 2009 fick hon motta medaljen Litteris et Artibus, för vitterhet och konst, av kung Carl XVI Gustaf.